# Eddie Irvine
Ifjabb Edmund "Eddie" Irvine (Conling, Down megye, Észak-Írország, Egyesült Királyság, 1965. november 10. –) egykori Formula–1-es pilóta, az 1999-es világbajnokság második helyezettje.

## A Formula–1 előtt
Elsősorban szülei hatására lett belőle autóversenyző, mivel ők is a motorsportban voltak érdekeltek. Jórészt édesapja, az idősebbik Edmund Irvine és testvére, Sonia segítették, illetve egyengették pályafutását. Profi karrierje 1983-ban kezdődött, 1988-ban a Formula–3-ban, 1989-től pedig már a Formula–3000-ben róhatta a köröket. Egy évvel később került Eddie Jordan ebben a kategóriában működő csapatához, ahonnan 1993-ban került fel az elitbe, azaz a Formula–1-be.

## A Formula–1-ben

### Jordan
Az északír pilóta mindig is híres volt vezetői vadságáról, ami már legelső F1-es éveiben is megmutatkozott. Általában hű maradt saját elvéhez miszerint "Egy versenyt a rajtnál kell megnyerni!". Így nem volt ritkaság az Irvine által okozott baleset vagy kiesés sem.
Eredményeitől függetlenül a Formula–1 egyik nagy egyéniségének tartják. Már legelső versenyén, az 1993-as japán nagydíjon megszerezte első pontját egy hatodik hellyel, de nem csak emiatt maradt emlékezetes a maga és a nézők számára a futam. Egy lekörözés során a versenyben vezető és későbbi futamgyőztes Ayrton Senna elhaladt mellette, majd nem sokkal az újonc Eddie Irvine megelőzte a világbajnokot, és végül körhátrány nélkül ért célba. 1994-ben három versenyre el is tiltották veszélyes vezetés miatt. A Jordan-Hart csapatnál Rubens Barrichello volt a csapattársa, aki jobb eredményeket ért el, mint Irvine, mégis őt szerződtette le 1996-ra a Ferrari Michael Schumacher csapattársának.

### Ferrari
1996-ban már az első versenyén sikert ért el a Ferrari csapatában: harmadik lett Ausztráliában, és megszerezte addigi legjobb eredményét. Az erős kezdés után azonban erős visszaesés következett: az ausztráliai harmadik helyét nem követte több dobogós helyezés, mi több: ezen kívül további három alkalommal végzett pontszerző helyen, kétszer nem szerzett pontot, tíz alkalommal pedig nem ért célba.
1997-ben már jobb eredményt ért el. Bár egy évvel korábbi sikere helyszínén, Ausztráliában nem ért célba, és a második versenyen, Brazíliában karrierje legrosszabb versenyhétvégéjét produkálta - 14. rajthely, 16. a versenyen -, az idény harmadik versenyén, Argentínában elérte addigi legjobb eredményét: Jacques Villeneuve mögött a második helyen végzett, Ralf Schumachert megelőzve. 1996-tal ellentétben, ezt még további két dobogós helyezés követte a következő két versenyen - San Marino, Monaco -, így karrierje legjobb szezonkezdetét produkálta. Az idény során még a dobogó harmadik fokára állhatott Franciaországban, és Japánban. Suzukában élete legjobb versenyzésével segítette csapattársát, Michael Schumachert, hogy életben tartsa világbajnoki reményeit Jacques Villeneuve-vel szemben. Az év utolsó versenyén, a jerezi európai nagydíjon ötödik helyen végzett. 1997-ben 5 dobogós helyével, és 24 pontjával a világbajnokság hetedik helyén végzett. Ez volt addigi legjobb helyezése.
1998-ban azonban még ennél is jobban teljesített. Ebben az évben már olyan autóval versenyzett, ami a világbajnokságra is esélyes volt, azonban alárendelt szerepe miatt, esélye sem volt arra, hogy világbajnok legyen. Ausztráliában egy negyedik hellyel és három ponttal kezdte az idényt, majd egy brazíliai nyolcadik helyet követően két harmadik helyezés Argentínában és San Marinoban. Ezt követően Spanyolországban nem ért célba, de ismét két harmadik hely következett: Monacóban és Kanadában. 1998. június 28-án, a francia nagydíjon nem sokkal, de maga mögé utasította a világbajnoki esélyes Mika Häkkinent, és ezzel beállította legjobb eredményét. Ez volt a Ferrari első kettős győzelme a Schumacher-Irvine párossal. Második helyét egy angliai harmadik, és egy ausztriai negyedik követte. A szezon végén újra az élmezőnyben versenyzett, Olaszországban megismételték a korábbi kettős győzelmet, Schumacher pedig pontszámban beérte Häkkinent. Az 1998-as luxemburgi nagydíj a Ferrari csapatutasításáról maradt emlékezetes. Eddie Irvine-nak el kellett engednie Michael Schumachert. A szezonzáró japán nagydíjon megismételte a második helyét, bár nagy jelentősége nem volt, mert Schumacher kiesett, Häkkinen nyert, így a finn lett a világbajnok.

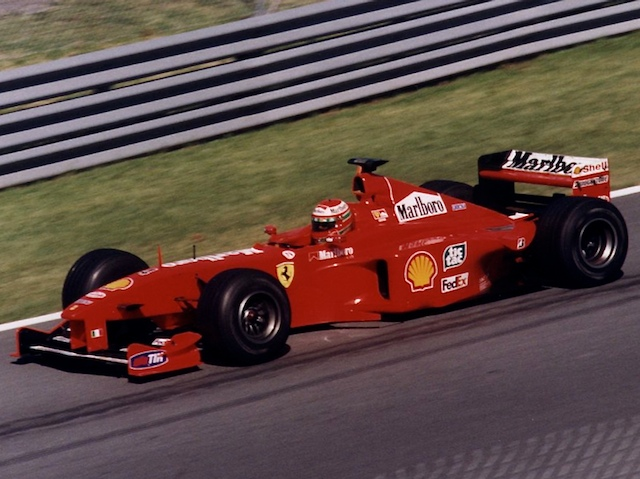
Irvine az 1999-es kanadai nagydíjon

1999 volt Eddie Irvine legsikeresebb éve. Akár jelképesnek is tekinthető, ami az ausztrál nagydíjon történt: Irvine a hatodik helyről rajtolva a szerencsének is köszönhetően megnyerte a futamot -életében először, míg Schumacher nyolcadik lett, ami azt jelentette, hogy Irvine vezette a világbajnokságot. Brazíliában ötödik lett, ezzel a két ponttal tovább növelte pontjait, és 12 ponttal még mindig első volt, habár kezdett visszaállni az egy évvel korábbi forgatókönyv és megint Häkkinen-Schumacher párharc volt a világbajnoki cím elnyeréséért. Monacóban megint Ferrari-kettős győzelem született majd Kanadában harmadik lett. A következő versenyen viszont hatodik lett, egy csapatutasításnak köszönhetően, aminek a továbbiakban jelentős szerepe volt. 1999. július 11-e ugyanis igazi fordulópont volt Eddie Irvine életében. Csapattársa Michael Schumacher ugyanis kettős lábtörést szenvedett egy baleset során Silverstone-ban, így Irvine lépett az első számú helyre. A brit nagydíjon második lett David Coulthard mögött, a következő versenyen azonban legyőzte a skótot, és élete második győzelmét aratta. A csapattársa ekkor már a finn Mika Salo volt, aki Irvine korábbi szerepkörét vette át. 1999. augusztus 1-jén Irvine megtapasztalhatta azt, amit korábban Schumacher: a csapatutasítás kedvezményezettjévé vált. Mika Salót megelőzve újabb kettős győzelmet aratott a Ferrari, és Irvine újra vezette a világbajnoki pontversenyt. Ezután folyamatos visszaesés következett: a McLaren-Mercedes feltámadt, és két kettős győzelmet aratva visszavette az egyéni és a konstruktőri pontversenyben a vezetést, ezalatt Irvine egy harmadik és egy negyedik helyet ért el, majd egy hatodikat Olaszországban. Ennek ellenére ezzel az egy ponttal - akárcsak Schumacher egy évvel korábban -, beérte a rivális Häkkinent, és 60-60 lett a vb-pontverseny állása. Ezután az európai nagydíjra ismét kiéleződött a pontverseny. Ezen a kaotikus futamon ismét kettőjük vetélkedéséé volt a főszerep, azonban a cél nem a futamgyőzelem volt, hanem a pontszerzés. Irvine versenyének az vetett véget gyakorlatilag, hogy a személyzet csak három kereket készített elő kerékcserére, és így közel fél percig vesztegelt a boxban. Ennek a kapitális hibának az ellenére is majdnem sikerült maga mögött tartania Häkkinent, ám egyszer hibázott a pályán, így a finn megelőzte, és végül ötödik helyen végzett, Irvine hetedik lett. 1999-ben bemutatkozó helyszín volt Malajzia, először rendeztek ott futamot, de a következő verseny nemcsak ezért volt emlékezetes: Michael Schumacher visszatért - rajtelsőséggel. A Ferrari azonban kijelentette: Schumachernek Irvine-t kell segítenie. Ez két körrel a verseny vége előtt nyilvánult meg, amikor Irvine megelőzte a németet. Ezzel a kettős győzelemmel Irvine és a Ferrari visszavette a vezetést a világbajnokságon. Itt nem volt vége a történetnek, ugyanis az FIA kizárta mindkét Ferrarit szabálytalan légterelő szárnyak használata miatt, ami azt jelentette, hogy Häkkinen második világbajnokí címét nyerte. Az FIA később megsemmisítette a döntést, és maradt az eredeti eredmény. Irvine 70-66-ra vezetett Häkkinen előtt. Az utolsó, japán nagydíjon megint Schumacher nyerte az időmérő edzést, míg Irvine csak az ötödik lett. A versenyen Häkkinen-Schumacher-Irvine sorrend alakult ki az első három helyen, így két ponttal Mika Häkkinen lett 1999 világbajnoka. (Irvine akkor sem lett volna világbajnok, ha egy esetleges csapatutasítás következtében második lett volna. Érdekesség ha a F1 2003-tól érvényes pontrendszer lett volna érvényben akkor Eddie a világbajnok.

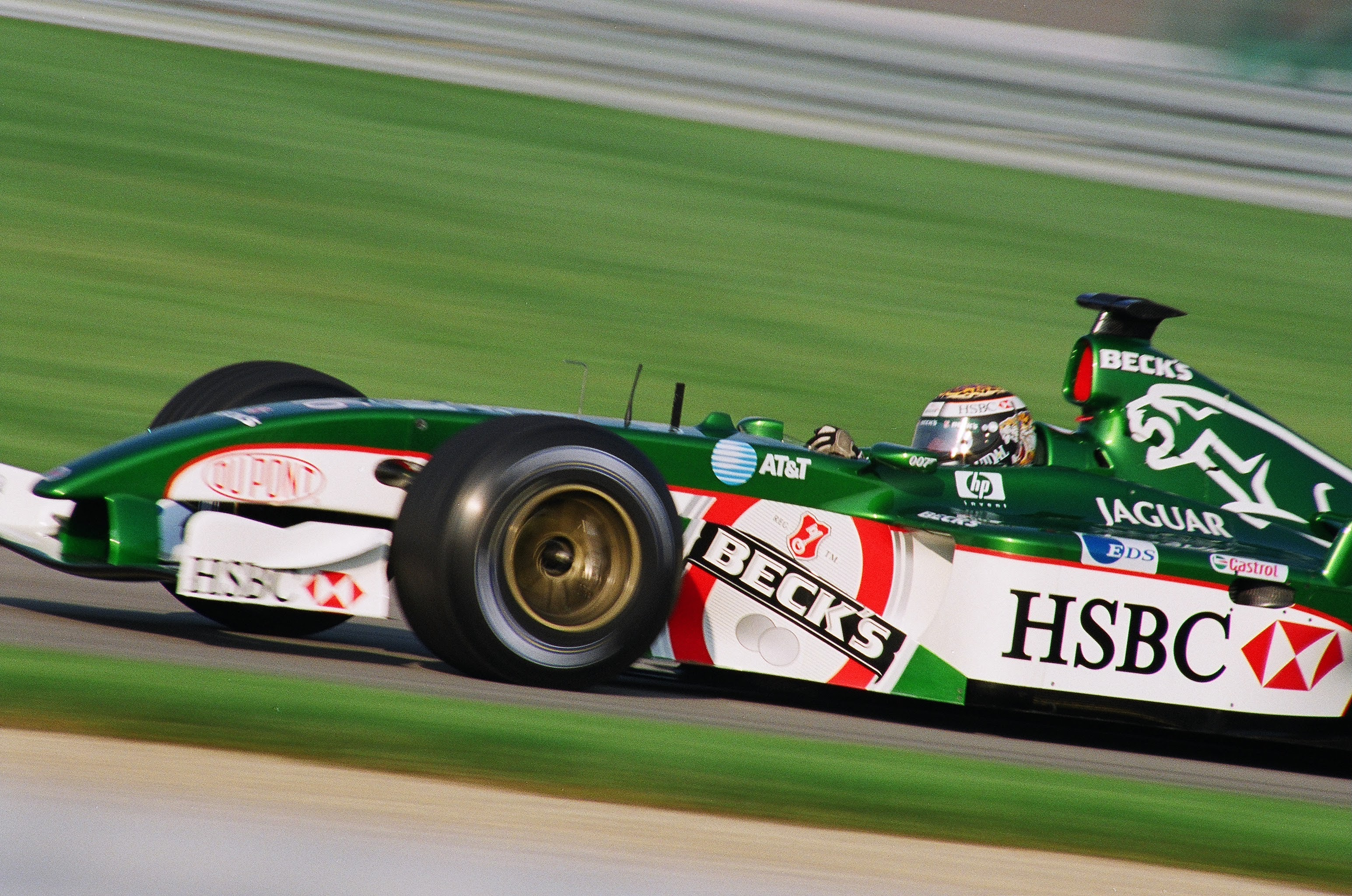
Irvine 2002-ben a Jaguarral

 A konstruktőr világbajnok a Ferrari lett, Eddie Irvine pedig helyet cserélt a korábbi csapattársával, Rubens Barrichellóval, és a Jaguar (korábbi Stewart) csapathoz szerződött 2000-re.

### Jaguar
2002-ben befejeződő Formula–1-es pályafutása végéig a Jaguarnál maradt, és ő szerezte meg a csapat legjobb helyezését, két harmadik helyet Monacóban, 2001-ben és Monzában, 2002-ben. Csapattársa 2000-ben Johnny Herbert, 2001-ben és 2002-ben Pedro de la Rosa volt.
A csapat rossz teljesítménye miatt motivációja elfogyott és 2002 végén visszavonult. Egyes hírek szerint a 2003-ra a Jordanhez szerződött volna vissza, de ez a csapat pénzügyi gondjai miatt nem valósult meg.

## Nemzetisége
Mivel Észak-Írországban született, az Egyesült Királyság állampolgárának számít. Saját magát azonban írnek vallja, sisakján is viselte az ír nemzeti jelképnek számító lóherét, versenyzői engedélyét is Írországban váltotta ki. Az FIA gyakorlata viszont az, hogy a versenyzőknél azt veszik figyelembe, melyik ország útlevelével rendelkezik. Ezért Irvine győzelmeinél az Egyesült Királyság himnusza hangzott el, dobogós helyezéseinél a Union Jacket húzták fel.
Az 1997-es argentin nagydíjon, amikor második lett, az ír lobogót húzták fel, ami után családja fenyegető hívásokat kapott. Irvine-nak volt egy kompromisszumos javaslata: a politikailag semleges lóherés lobogót húzzák fel a dobogón, himnusz helyett pedig a Londonderry Airt játsszák. Az FIA azonban visszautasította, arra hivatkozva, hogy csak hivatalos állami himnuszokat és lobogókat engedélyeznek a szabályaik.

## Teljes Formula–1-es eredménysorozata
(Táblázat értelmezése)

(Félkövér: pole-pozícióból indult; dőlt: leggyorsabb kört futott) 

| Év   | Csapat  | 1      | 2      | 3      | 4      | 5      | 6      | 7      | 8      | 9      | 10     | 11     | 12     | 13     | 14     | 15     | 16     | 17     | Helyezés | Pont |
| ---- | ------- | ------ | ------ | ------ | ------ | ------ | ------ | ------ | ------ | ------ | ------ | ------ | ------ | ------ | ------ | ------ | ------ | ------ | -------- | ---- |
| 1993 | Jordan  | RSA    | BRA    | EUR    | SMR    | ESP    | MON    | CAN    | FRA    | GBR    | GER    | HUN    | BEL    | ITA    | POR    | JPN 6  | AUS Ki |        | 20.      | 1    |
| 1994 | Jordan  | BRA Ki | PAC    | SMR    | MON    | ESP 6  | CAN Ki | FRA Ki | GBR Ki | GER Ki | HUN Ki | BEL 13 | ITA Ki | POR 7  | EUR 4  | JPN 5  | AUS Ki |        | 16.      | 6    |
| 1995 | Jordan  | BRA Ki | ARG Ki | SMR 8  | ESP 5  | MON Ki | CAN 3  | FRA 9  | GBR Ki | GER 9  | HUN Ki | BEL Ki | ITA Ki | POR 10 | EUR 6  | PAC 11 | JPN 4  | AUS Ki | 12.      | 10   |
| 1996 | Ferrari | AUS 3  | BRA 7  | ARG 5  | EUR Ki | SMR 4  | MON 7  | ESP Ki | CAN Ki | FRA Ki | GBR Ki | GER Ki | HUN Ki | BEL Ki | ITA Ki | POR 5  | JPN Ki |        | 10.      | 11   |
| 1997 | Ferrari | AUS Ki | BRA 16 | ARG 2  | SMR 3  | MON 3  | ESP 12 | CAN Ki | FRA 3  | GBR Ki | GER Ki | HUN 9  | BEL 10 | ITA 14 | AUT Ki | LUX Ki | JPN 3  | EUR 5  | 7.       | 24   |
| 1998 | Ferrari | AUS 4  | BRA 8  | ARG 3  | SMR 3  | ESP Ki | MON 3  | CAN 3  | FRA 2  | GBR 3  | AUT 4  | GER 8  | HUN Ki | BEL Ki | ITA 2  | LUX 4  | JPN 2  |        | 4.       | 47   |
| 1999 | Ferrari | AUS 1  | BRA 5  | SMR Ki | MON 2  | ESP 4  | CAN 3  | FRA 6  | GBR 2  | AUT 1  | GER 1  | HUN 3  | BEL 4  | ITA 6  | EUR 7  | MAL 1  | JPN 3  |        | 2.       | 74   |
| 2000 | Jaguar  | AUS Ki | BRA Ki | SMR 7  | GBR 13 | ESP 11 | EUR Ki | MON 4  | CAN 13 | FRA 13 | AUT    | GER 8  | HUN 8  | BEL 10 | ITA Ki | USA 7  | JPN 8  | MAL 6  | 13.      | 4    |
| 2001 | Jaguar  | AUS 11 | MAL Ki | BRA Ki | SMR Ki | ESP Ki | AUT 7  | MON 3  | CAN Ki | EUR 7  | FRA Ki | GBR 9  | GER Ki | HUN Ki | BEL Ni | ITA Ki | USA 5  | JPN Ki | 12.      | 6    |
| 2002 | Jaguar  | AUS 4  | MAL Ki | BRA 7  | SMR Ki | ESP Ki | AUT Ki | MON 9  | CAN Ki | EUR Ki | GBR Ki | FRA Ki | GER Ki | HUN Ki | BEL 6  | ITA 3  | USA 10 | JPN 9  | 9.       | 8    |